# Stratiivka, Cecelnîk
Stratiivka (în ucraineană Стратіївка) este o comună în raionul Cecelnîk, regiunea Vinnița, Ucraina, formată numai din satul de reședință.

## Demografie
Componența lingvistică a satului Stratiivka
     Ucraineană (98%)
     Rusă (1,43%)
     Alte limbi (0,5%)
Conform recensământului din 2001, majoritatea populației satului Stratiivka era vorbitoare de ucraineană (98%), existând în minoritate și vorbitori de rusă (1,43%).